# Abu Dhabi Investment Authority
Abu Dhabi Investment Authority (ADIA) é um dos principais fundos soberanos de propriedade do Emirado de Abu Dhabi (dos Emirados Árabes Unidos), o outro fundo soberano de destaque é a Mubadala Investment Company.   
Foi fundado com o objetivo de investir fundos em nome do governo do Emirado de Abu Dhabi. Ele gerencia as reservas de petróleo em excesso do emirado, estimado em US $ 1,329 trilhão. Seu portfólio cresce a uma taxa anual de cerca de 10% composta. O fundo é um membro do Fórum Internacional dos Fundos de Riqueza Soberana e, portanto, está inscrito nos Princípios de Santiago sobre as melhores práticas na gestão de fundos soberanos.
A ADIA nunca publicou o quanto tem em ativos, mas as estimativas são entre US$ 800 bilhões e aproximadamente US$ 875 bilhões. O Sovereign Wealth Fund Institute coloca o valor em US $ 792 bilhões.